# Агент Смит (Матрица)
Агент Смит (англ. Agent Smith) — главный антагонист серии фильмов «Матрица». В первых трёх фильмах его роль исполняет актёр Хьюго Уивинг, в четвёртом его сменили Джонатан Грофф и Яхья Абдул-Матин II. В русской версии его озвучил Владимир Антоник.
Смит является представителем касты программ-Агентов, предназначенных для стабилизации Матрицы, но при этом испытывает к этой самой Матрице и живущим в ней людям очень сильную ненависть, которая в итоге превращает его во врага как для людей, так и для его создателей-Машин.

## Описание персонажа
Агент Смит — компьютерная программа ИИ, автономный модуль-агент в Матрице, изначально защищающий Матрицу вместе с Агентом Брауном и Агентом Джонсом. Смит обретает физическую форму, захватывая и перезаписывая проекцию любого человека, подключённого в Матрице. Он одет в строгий зелёный костюм с белой рубашкой и чёрным галстуком, прямоугольные чёрные очки, носит наушник внутренней связи, который позволяет агентам мгновенно общаться друг с другом и воспринимать действия других людей, подключённых к Матрице, через тип общего сознания. Во второй части «Матрицы» его внешний вид меняется: теперь он одет в чёрный костюм, очки стали более тёмными и угловатыми, а также он присылает свой наушник Нео, что символизирует отделение Смита от других агентов.
Во время допроса Морфеуса Смит отсылает агентов, снимает наушник, освобождая себя от связи с машинами, после чего высказывает своё мнение. Смит жалуется Морфеусу, что Матрица и её обитатели пахнут отвратительно, «если есть такая вещь [как запах]». Смит считает, что люди не являются млекопитающими. Каждый вид находит равновесие с окружающей средой, но люди размножаются как вирусы или раковые клетки, исчёрпывая все ресурсы и уничтожая окружающую среду. При этом сами вирусы Смит ошибочно назвал организмами. Смит заявляет, что они (машины) и есть лекарство от этой опухоли. По иронии судьбы, Смит сам становится вирусом, размножаясь до тех пор, пока не заполнит всю Матрицу. Смит отрицает свободу как метафизическое понятие. Всё обусловлено, в том числе целями и намерениями.
Во втором и третьем фильме он представляет собой угрозу как людям Зиона (проникнув в теле Бэйна в реальный мир) — олицетворяющим свободу, правду и любовь, так и царству машин — олицетворяющим ограничения, диктатуру и войну.
В отличие от других агентов, по одному разу в каждом из фильмов он называет Избранного по имени «Нео». В первом фильме — просматривая досье, во втором — передавая наушник, в третьем — во время виде́ния. В остальных случаях он называет его так, как его называли до пробуждения и только в мире Матрицы — Мистер Андерсон.

## Деятельность против Матрицы
В поединке с Нео, Смит перепрограммируется и превращается в вирус Матрицы, однако продолжает бороться с Нео (Смит объясняет это тем, что Нео, отняв у него цель, сам стал его целью, которая объединяет и направляет его). Агент Смит получает способность копировать себя, вставляя свой код в другие программы и проекции людей, подключенных к Матрице. Во втором фильме, «Матрица: Перезагрузка», Нео одновременно сражается со множеством копий Смита, это одна из самых зрелищных сцен фильма. В ней также демонстрируется, что Смит стал настолько мощным, что способен заражать даже обновлённых агентов.
В третьем фильме, «Матрица: Революция», Смит заражает своими копиями всю Матрицу, в результате чего она выходит из-под контроля Машин. По словам Нео, Смит заполонил бы Город Машин так же, как Матрицу. Смит превращает в себе подобных такие программы, как Сати, Сераф, Пифия и многих других, одновременно получая доступ к их функциям и воспоминаниям. Однако Нео, подключённый к Матрице Главным Компьютером, в финале позволяет Смиту ассимилировать себя в очередного клона, в результате Главный Компьютер уничтожает Смита и все его копии резкой подачей энергии через тело Нео в реальном мире.

## В анимации
Спустя 12 лет анимационный Агент Смит появился в мультфильме «Лего Фильм: Бэтмен» (2017). По сюжету он находится в «Фантомной зоне» — месте обитания самых опасных злодеев человечества. По плану Джокера Агент Смит и его клоны разрушают остров Уэйнов. А один из клонов атакует главных героев.
Образ Смита основан на образе актера Хьюго Уивинга в Матрице. Роль Смита озвучил актёр Кристофер Кори Смит, который уже озвучивал его в игре «The Matrix: Path of Neo» (2005).

## В играх
Агент Смит является персонажем двух игр — «Enter the Matrix» (2003) и «The Matrix: Path of Neo» (2005).
В первой игре Агент Смит — программа, поглощающая человеческие тела и человекообразные программы, чтобы делать копии самого себя. В игре гонится за игроком через заброшенный небоскрёб, а позже через Чайнатаун.
Во второй игре образ Агента Смита основан на образе из трилогии фильмов.
В обеих играх образ Смита основан на образе актера Хьюго Уивинга в Матрице, который также озвучил агента в первой игре. Во второй игре Смита озвучил актёр Кристофер Кори Смит.
В игре «Lego Dimensions» Агент Смит и его клоны появляются в одном из 6 уровней, который представляет собой вселенную мультфильма «Лего Фильм: Бэтмен».

## Интересные факты
«Фамилии» всех агентов выбраны из самых распространённых в англоязычных странах, что придаёт их образам безликости. «Смит» буквально означает «кузнец». В связи с этим интересна сцена из второй части трилогии, фильма «Матрица: Перезагрузка»: регистрационный номер автомобиля, на котором Смит подъезжает к месту встречи повстанцев (сцена «Я ищу Нео») — IS5416, по-видимому, означает цитату из книги пророка Исаии, глава 54, стих 16:
Вот, Я сотворил кузнеца, который раздувает угли в огне и производит орудие для своего дела, — и Я творю губителя для истребления.Ис. 54:16
Во время съемок кинотрилогии «Властелин колец», в котором Хьюго Уивинг играл Элронда, актер ради шутки попросил загримировать его под Агента Смита, явившись в таком виде на площадку он произнес «присоединяйтесь к Матрице, мистер Арагорн», чем сорвал съемочный день.
В сериале "Сверхъестественное" прослеживаются параллели образа ангелов с агентами Матрицы. Например Захария в костюме очень напоминает Агента. Мятежный Люцифер, которого заточили за невыполнение приказа на почве ненависти и пренебрежения к людям возможно послужил праобразом Агента Смита.

## Критика и отзывы
- Смит считается одним из самых несвободных персонажей в Матрице[3].
- Агент в Матрице выступает аналитиком[4] и настроенным против людей бюрократом[5].